# ホーセズ・ネック
ホーセズ・ネックとは、コニャック（ブランデー）とジンジャーエールで作るカクテルで、飾りとして1個ぶんのレモンの皮を細長く切ったものを飾るのが特徴である。レモンの皮を用いない場合はブランデー&ジンジャー、ブランデー&ジンジャーエールと別名のカクテルになる。
また、コニャック、ブランデー以外にウイスキー、ジン、ラム酒などをジンジャーエールと合わせてレモンの皮を飾ったカクテルもあり、それぞれブランデー・ホーセズ・ネック、ウイスキー・ホーセズ・ネック、ジン・ホーセズ・ネックと呼び名が変わる。

## 概要
「ホーセズ・ネック」は「馬の首」の意。
19世紀末にジンジャーエールのようにショウガ風味の炭酸飲料を氷入りのグラスに注ぎ、長く剥いたレモンの皮を飾ったノンアルコールカクテルが注目を集めるようになった。やがて、この飲料にアルコールを加えて飲料が飲まれるようになったが、特徴的な細長く切ったレモンの皮がグラスからはみ出すという装飾演出は引き継がれた。
グラスに飾るレモンの皮は螺旋状に細長く剥き、グラスからはみ出すように飾るのが特徴であり、この皮を馬の首に見立てて命名されたとされる。
また、アメリカ合衆国大統領だったセオドア・ルーズベルトが馬に乗ってでかける際に愛馬の首をなでながら、レモンの皮入りジンジャーエールを飲んでいたことから名づけられたという説もある。

## レシピの例
国際バーテンダー協会によるレシピを以下に挙げる。
材料
- コニャック - 40ml
- ジンジャーエール - 120ml
- アンゴスチュラ・ビターズ - 1dash（好みで）

作り方
1. 氷を入れたハイボールグラスにコニャックとジンジャーエールを入れ、静かに混ぜる。
2. 好みでアンゴスチュラ・ビターズを加える。
3. 螺旋剥きにしたレモンの皮1個分を飾る。